# Instituto Nacional de Administración Pública (España)
El Instituto Nacional de Administración Pública (INAP) es un organismo público español, adscrito al Ministerio para la Transformación Digital y de la Función Pública. Es responsable de desarrollar y ejecutar las políticas de selección y de formación de los empleados públicos, promover y realizar estudios, publicaciones e investigaciones en materias relacionadas con la Administración Pública y mantener relaciones de cooperación y colaboración con otras Administraciones y centros de formación de empleados públicos, nacionales e internacionales.
El instituto tiene desde 1991 su sede principal en la calle Atocha número 106, que históricamente había sido el Colegio de Cirugía de San Carlos-Facultad de Medicina.

## Origen
El INAP nace en 1958 bajo la denominación de Centro de Formación y Perfeccionamiento de Funcionarios (CFPF), si bien algunos de sus servicios se remontan a 1940.
El organismo autónomo fue fundado el 22 de septiembre de 1958, cuando el ministro-subsecretario de la Presidencia, Luis Carrero Blanco, aprobó una Orden comunicada por la cual, al amparo de la Ley de Régimen Jurídico de la Administración del Estado de 26 de julio de 1957 que establecía que eran competencias de la Presidencia del Gobierno, la de «cuidar de la selección, formación y perfeccionamiento de los funcionarios civiles del Estado no pertenecientes a Cuerpos Especiales y, en general, de todo lo relativo a su régimen jurídico», se creaba en la Secretaría General Técnica de la Presidencia una sección llamada Centro de Formación y Perfeccionamiento de Funcionarios (CFPF).
En 1961, su forma jurídica fue elevada a organismo autónomo, y en 1966 se dispuso que, junto a su nombre oficial, también podría ser conocido como Escuela Nacional de Administración Pública (ENAP), nombre que acabaría asentándose como el de preferencia y que derivó en 1977 en su actual denominación, Instituto Nacional de Administración Pública (INAP).
En 1987, el Instituto de Estudios de Administración Local, creado en 1940, pasó a formar parte del INAP. 
Sus últimos estatutos se aprobaron en 2011.
Por Real Decreto-ley 6/2023, de 19 de diciembre, el INAP se transformó en una agencia estatal.

## Funciones
Actualmente, las tres grandes áreas de actividad del (INAP) son:
- Selección: la selección de funcionarios de cuerpos adscritos al Ministerio de la Presidencia y del Ministerio de Administraciones Públicas.
- Formación de directivos y personal al servicio de las administraciones públicas, especialmente el dependiente de la Administración General del Estado y el de corporaciones locales. En la misma línea de actuaciones lleva a término una importante tarea de formación mediante la organización de cursos, presenciales y por vía de internet.

- Estudios e investigación: para el fomento de la investigación en materia de Administración Pública y ciencia de la administración y de fomento de las tecnologías de la información y las comunicaciones.

El INAP acoge una biblioteca con un amplio fondo bibliográfico y documental, que se encuentra entre los más importantes de habla hispana en materia de Administración Pública; a través de la página web puede accederse a sus boletines bibliográficos. Además, cuenta con un importante fondo antiguo que abarca un periodo de cinco siglos (desde principios del siglo XVI).
El Centro de Estudios y Publicaciones realiza también funciones de promoción y apoyo a la investigación en materia de Administración y Derecho Público mediante becas, premios, su actividad editorial y su colaboración con universidades, apoyando a grupos de investigación y de directivos para promover el intercambio de experiencias y la difusión e intercambio de experiencias y conocimientos y trabajos de investigación
Mantiene relaciones internacionales, ofreciendo cursos y másteres a empleados públicos extranjeros.
Además, representa a la Administración General del Estado y al propio organismo ante organizaciones y organismos internacionales de Administración Pública y gestiona las relaciones bilaterales con instituciones homólogas.

### Procesos de selección
El INAP lleva a cabo periódicamente procesos de selección dentro de las ofertas de empleo público para cuerpos de funcionarios de carrera del Estado, incluyendo:
- Escala de Funcionarios de Administración Local con Habilitación de Carácter Nacional
- Cuerpo Superior de Administradores Civiles del Estado
- Cuerpo Superior de Sistemas y Tecnologías de la Información de la Administración del Estado
- Escala Técnica de Gestión de Organismos Autónomos
- Cuerpo de Gestión de la Administración Civil del Estado
- Cuerpo de Gestión de Sistemas y Tecnologías de la Administración del Estado
- Escala de Gestión de Organismos Autónomos
- Cuerpo General Administrativo de la Administración del Estado
- Cuerpo de Técnicos Auxiliares de Informática de la Administración del Estado
- Cuerpo General Auxiliar de la Administración del Estado